# Georg Stehli
Georg Stehli (* 18. Juli 1883 in Wachenheim an der Weinstraße in der Pfalz; † 1. Oktober 1951) war ein deutscher Naturkundler und Autor vieler populärwissenschaftlicher Bücher und Aufsätze.

## Leben
Seine naturkundlichen und philosophischen Studien begann er an der Universität Heidelberg, ging dann nach Berlin und Jena, wo damals Ernst Haeckel lehrte. In Jena hat Stehli dann auch promoviert (Dr. phil. nat.). Durch einen Unglücksfall verlor er sein Gehör und konnte daher keine akademische Laufbahn an der Universität einschlagen. Im Jahr 1910 trat er in die Franckhsche Verlagshandlung in Stuttgart ein, schrieb dort Artikel und beriet Naturfreunde in der Zeitschrift Kosmos. In den Jahren 1928 bis 1932 war er auch im Institut für Schädlingsbekämpfung in der Pfalz tätig und arbeitete dort über Rebläuse.
1917 hatte er die Redaktion der Zeitschrift Mikrokosmos übernommen, die er mit einer kurzen Unterbrechung während des Zweiten Weltkriegs bis zu seinem Tod herausgab.

## Schriften (Auszug)
- Mikroskopie für Jedermann. Stuttgart 1934
- Pflanzensammeln – aber richtig. Stuttgart 1935
- Sammeln und Präparieren von Tieren. Stuttgart 1936
- Welches Tier ist das? Stuttgart 1940